# Кумелаурта
Кумелаурта (груз. ქუმელაურთა) — село, находящееся в Ахметском муниципалитете края Кахетия Грузии. Кумелаурта расположено в горном регионе Тушетия, на высоте 1760 метров над уровнем моря. По данным переписи населения Грузии за 2002 год, в настоящее время в селе нет постоянных жителей.

## Общие сведения
Село Кумелаурта расположено в исторической географической горной области Тушетия, на северо-востоке Грузии, регион представлен на включение в список Всемирного наследия ЮНЕСКО. 
Через село проходит туристический маршрут Национального парка Тушетия от селения Омало до горного озера Орети. 
Во времена позднего средневековья через Кумелаурта проходила одна из оживлённых дорог Тушетии, связывающая Омало, Цокалта, Хотрахо и другие селения, в селе располагалось одно из тушетских капищ — капище Шапурта.